# Story First Production
Story First Production — российская продюсерская компания, занимавшаяся производством телесериалов и развлекательных программ для телеканалов компании «СТС Медиа».

## История
В июле 2011 года «СТС Медиа» объединил свои телепроизводственные силы: на основе слияния «Костафильм» и «Сохо Медиа» была создана новая продюсерская компания «Story First Production». Цель объединения: увеличение производства телепроектов, привлечение в кинокомпанию новых продюсеров, сценаристов, режиссёров. Выбранное название восходит к «StoryFirst Communications» — наименованию «СТС Медиа» до 2004 года.
Генеральный директор «Сохо Медиа» Ирина Калинина была назначена директором по производству телевизионных программ. Глава «Костафильм» Константин Кикичев должен был стать генеральным продюсером компании, но этого не произошло: Кикичев сохранил свой актив — продюсерскую компанию «Киноконстанта», которая стала сотрудничать не только с «СТС Медиа». Тем самым должность генерального продюсера (а также заместителя генерального директора) заняла руководитель Дирекции утренних программ телеканала «ТВ Центр» Наталья Кречетова.
В феврале 2012 года произошла реорганизация структуры управления компании. Были созданы два направления, отвечающие за производство сериалов и телепередач. Генеральным продюсером первого направления стала основатель украинской студии «Mamas Film Production» Алла Липовецкая, второго — руководитель службы производства сериалов ТНТ Алексей Агеев.
В октябре 2012 года в компании появился новый генеральный директор. Им была назначена Наталья Билан, ранее возглавлявшая телеканал «Домашний». Василий Балашов же перешёл на должность Заместителя генерального директора СТС по операционной деятельности. Спустя месяц Алексей Агеев и Алла Липовецкая покидают компанию.
С этого же момента Наталья Билан становится единственным продюсером проектов «Story First Production». Начинается активная работа над созданием сериалов совместно с другими компаниями, в то время как передачи стали производиться преимущественно собственными усилиями «Story First Production».

### Закрытие
В декабре 2013 года «СТС Медиа» упразднил «Story First Production»:

«Я бы хотела, чтобы у СТС была своя production-компания. Но я закрыла Story First Production по причине её неэффективности. В компании работали профессионалы, но сама конструкция, на мой взгляд, оказалась неправильной, потому что она базировалась на собирании команды из разных мест. А часто случается так, что собранные из разных мест команды, не могут работать вместе. Кроме того, Story First создавалась как кэптивная компания, не производящая на рынок, и в этом заранее была заложена проблема».— Юлиана Слащёва, гендиректор «СТС Медиа»

### Руководство
Генеральные директора:
- Василий Балашов (2011—2012)
- Наталья Билан (2012[9]—2013)

## Продукция

### Телепередачи
Курсивом выделены передачи, произведённые непосредственно самой компанией.
- 2012—2014 — 6 кадров (7—8 сезоны) — скетчком
- 2012 — Жги! (не вышла в эфир) — шоу талантов
- 2012 — Будь мужиком! — юмористическое ток-шоу о мужских проблемах с Евгением Никишиным и Сергеем Писаренко
- 2012 — Без башни — развлекательное шоу с Домиником Джокером
- 2012 — Моя семья против всех (2 сезон) — телеигра, в которой семья из четырёх человек играет против представителей городов России
- 2012 — Королева шоппинга — шоу о моде
- 2012 — Кулинарное чтиво — шоу, в котором готовятся блюда из известных литературных произведений
- 2012—2013 — Джентльмены на даче (2—3 сезоны) — реалити-шоу с участием уголовников
- 2012 — Уйти от родителей — реалити-шоу о поиске первого самостоятельного жилья с Марией Берсеневой
- 2012 — Как у себя дома (не вышла в эфир) — трэвел-шоу с Александрой Глотовой
- 2012 — Свидание со вкусом — кулинарно-романтическое шоу
- 2012 — Так говорят женщины — реалити-шоу с участием пяти женщин, снимающих свою жизнь на камеру
- 2012 — Животный смех — юмористическая телепередача
- 2013 — Красота на заказ (3 сезон) — шоу для женщин о здоровом образе жизни
- 2013 — Дом мечты — реалити-шоу
- 2013 — Дети знают толк — детская телеигра, в которой соревнуются три команды, в каждой из них играет ребенок в паре со звёздным взрослым
- 2013 — Завтраки мира — кулинарное шоу, в котором готовятся блюда из разных стран
- 2013 — Креативный класс — интеллектуальная телеигра, в которой соревнуются участники из 12 городов России
- 2013 — Осторожно: дети! — скетчком
- 2013 — Весёлое Диноутро — детская познавательно-развлекательная программа
- 2013 — Красивые и счастливые — ток-шоу о разнообразных способах борьбы со старением
- 2013 — Друзья по кухне — кулинарное шоу
- 2013 — Своя правда (1—8 выпуски) — документальная программа о жизни звёзд
- 2013 — МастерШеф (1 сезон) — реалити-шоу, в котором 16 человек соревнуются в своих кулинарных способностях
- 2014 — Ясновидящая — мистическое докуреалити
- 2015 — Вызов на дом — реалити-шоу о здоровом образе жизни
- 2015 — Профе$$ионалы — развлекательное шоу с участием комиков, осваивающих профессии

### Телесериалы
- 2013 — ЗАГС — мелодрама
- 2013 — Супер Макс — ситком
- 2013 — Долгая дорога — мелодрама
- 2014 — Семейный бизнес (1 сезон) — ситком
- 2014 — Колыбель над бездной — драма

### Концерты
- 2011 — финал музыкального фестиваля «КРОК-Рок»